# Ли Грант
Ли Грант (англ. Lee Grant; род. не ранее 31 октября 1925 и не позднее 31 октября 1931, Манхэттен) — американская актриса, обладательница премий «Оскар» и «Эмми», а также кинорежиссёр, попавшая в 1950-е годы в «Чёрный список» Голливуда.

## Биография
Ли Грант, урождённая Лиова Хэскелл Розенталь (англ. Lyova Haskell Rosenthal), родилась 31 октября 1927 года (в разных источниках год колеблется от 1925 до 1931) в Нью-Йорке в еврейской семье, иммигрировавшей из Восточной Европы. Её мать, Вити, была школьной учительницей, а отец, Абрахам В. Розенталь, агентом по продаже недвижимости.
В возрасте четырёх лет Лиова стала выступать в балете нью-йоркской Метрополитен-Опера; позже изучала танцы и актёрское мастерство. Своё сценическое имя Ли Грант придумала, соединив фамилии двух генералов времён Гражданской войны в США.
Первый успех к Ли Грант пришёл после исполнения на Бродвее роли воровки в пьесе «Детективная история». В кино она дебютировала в 1951 году в киноверсии этой пьесы, после чего была номинирована на «Оскар» за лучшую женскую роль второго плана и стала обладательницей премии на Каннском кинофестивале. В 1950-е годы Ли Грант была вызвана в Комиссию по расследованию антиамериканской деятельности, чтобы свидетельствовать против своего мужа, драматурга Арнольда Маноффа. Но она отказалась явиться и дать показания, в результате чего попала в «Чёрный список» Голливуда. После того, как почти на десятилетие появление в большом кино для Ли Грант оказалось закрытым, она занялась своей карьерой в театре и на телевидении. В 1966 году она стала обладательницей премии «Эмми» за исполнение роли Стеллы в телесериале «Пейтон-Плейс».
Кинокарьера Ли Грант стала возрождаться с конца 1960-х годов. В 1967 году она сыграла в фильме «Долина кукол», снятом по культовой книге Жаклин Сьюзанн. Она ещё трижды номинировалась на «Оскар»: в 1971 году за роль в фильме «Землевладелец» и в 1977 году за «Путешествие проклятых», а в 1976 году стала его обладательницей за свою роль в фильме «Шампунь». В 1971 году актриса во второй раз удостоилась премии «Эмми» за роль в «Неоновом потолке». В 1970-е годы Ли Грант занялась режиссурой, и в 1986 году её документальный фильм «В Америке и за её пределами» был отмечен премией «Оскар».

## Избранная фильмография
| Год       |   | Русское название                | Оригинальное название      | Роль                 |
| --------- | - | ------------------------------- | -------------------------- | -------------------- |
| 1951      | ф | Детективная история             | Detective Story            | магазинная воровка   |
| 1953—1954 | с | В поисках завтрашнего дня       | Search for Tomorrow        | Роуз Пибоди          |
| 1955      | ф | Страх бури                      | Storm Fear                 | Эдна Роджерс         |
| 1963      | ф | Балкон                          | The Balcony                | Кармен               |
| 1965—1966 | с | Пейтон-Плейс                    | Peyton Place               | Стелла Чернак        |
| 1967      | ф | Душной южной ночью              | In the Heat of the Night   | миссис Лесли Колберт |
| 1967      | ф | Долина кукол                    | Valley of the Dolls        | Мириам               |
| 1967      | с | Большая долина                  | The Big Valley             | Рози Уильямс         |
| 1968      | ф | Доброго вечера, миссис Кэмпбелл | Buona Sera, Mrs. Campbell  | Фрици Брэддок        |
| 1969      | ф | Потерянные                      | Marooned                   | Селия Прюэтт         |
| 1970      | ф | Жил-был обманщик                | There Was a Crooked Man... | миссис Баллард       |
| 1971      | с | Коломбо                         | Columbo                    | Лесли Уильямс        |
| 1975      | ф | Шампунь                         | Shampoo                    | Фелисия Карпф        |
| 1976      | ф | Путешествие проклятых           | Voyage of the Damned       | Лиллиан Розен        |
| 1977      | ф | Аэропорт 77                     | Airport '77                | Карен Уоллес         |
| 1978      | ф | Омен 2: Дэмиен                  | Damien: Omen II            | Энн Торн             |
| 1978      | ф | Рой                             | The Swarm                  | Энн Макгрегор        |
| 1991      | ф | Защищая твою жизнь              | Defending Your Life        | Лина Фостер          |
| 1996      | ф | Это моя вечеринка               | It's My Party              | Амалия Старк         |
| 2000      | ф | Доктор «Т» и его женщины        | Dr. T & the Women          | доктор Харпер        |
| 2001      | ф | Малхолланд Драйв                | Mulholland Drive           | Луиза Боннер         |

## Награды
- Каннский кинофестиваль 1952 — «Лучшая актриса» («Детективная история»)
- «Эмми»

1966 — «Лучшая актриса второго плана в драматическом сериале» («Пейтон-Плейс»)
1971 — «Лучшая актриса в мини-сериале» («Неоновый потолок»)
- «Оскар» 1976 — «Лучшая актриса второго плана» («Шампунь»)